# Presidenti della Provincia di Genova
Questo elenco riporta i responsabili dell'amministrazione provinciale di Genova dall'Unità d'Italia, nel 1860 avvenne l'istituzione della provincia, fino alla data di soppressione della Provincia di Genova (31 dicembre 2014).

## Regno d'Italia (1860-1946)
Con decreto reale di Vittorio Emanuele II viene ufficialmente istituita dal 23 ottobre 1859 la Provincia di Genova, e in seguito alle elezioni provinciali di gennaio il nuovo ente è attivato il 1º marzo 1860.

### Presidenti del Consiglio provinciale (1860-1926)
- Antonio Caveri (1860-1862)
- Lorenzo Pareto (1862-1863)
- Antonio Caveri (1863-1869)
- Andrea Podestà (1870-1895)
- Ernesto Chiappori (1895-1905)
- Carlo Cavagnari (1905-1918)
- Paolo Zunino (1918-1923)
- Gabriele Galliani (1923-1926)

### Presidenti della Deputazione provinciale (1889-1926)
Dal 1860 al 1889 la Deputazione provinciale è presieduta d'ufficio dal prefetto.
| Nº | Nº | Ritratto | Nome                                | Mandato | Mandato | Partito |
| Nº | Nº | Ritratto | Nome                                | Inizio  | Fine    | Partito |
| -- | -- | -------- | ----------------------------------- | ------- | ------- | ------- |
| 1  |    |          | Ambrogio Doria                      | 1889    | 1892    | ?       |
| 2  |    |          | Vittorio Del Carretto di Balestrino | 1892    | 1894    | ?       |
| 3  |    |          | Giuseppe Elia                       | 1895    | 1903    | ?       |
| 4  |    |          | Paolo Zunino                        | 1903    | 1918    | ?       |
| 5  |    |          | Giannetto Palmieri                  | 1918    | 1926    | ?       |

### Presidenti della Commissione Reale (1926-1929)
Con l'avvento del fascismo nel periodo tra il 1926 e il 1929 la giunta provinciale viene affidata a una commissione reale straordinaria. 
| Nº | Nº | Ritratto | Nome               | Mandato | Mandato | Partito                    |
| Nº | Nº | Ritratto | Nome               | Inizio  | Fine    | Partito                    |
| -- | -- | -------- | ------------------ | ------- | ------- | -------------------------- |
| 1  |    |          | Francesco Montuori | 1926    | 1927    | Partito Nazionale Fascista |
| 2  |    |          | Giuseppe Caratti   | 1927    | 1929    | Partito Nazionale Fascista |

### Presidi del Rettorato (1929-1945)
Nel 1928, con legge n° 2962 del 27 dicembre, il consiglio provinciale viene abolito con la sostituzione di una nomina regia di un preside e di un rettorato aventi i poteri del precedente consiglio. Sul finire della seconda guerra mondiale, dal 10 marzo 1944, i poteri del rettorato vengono assunti da un commissario prefettizio.
| Nº | Nº   | Ritratto | Nome                                     | Mandato       | Mandato       | Partito                    |
| Nº | Nº   | Ritratto | Nome                                     | Inizio        | Fine          | Partito                    |
| -- | ---- | -------- | ---------------------------------------- | ------------- | ------------- | -------------------------- |
| 1  |      |          | Aldo Gardini                             | 1929          | 1933          | Partito Nazionale Fascista |
| 1  | 1933 | 1937     | Aldo Gardini                             |               |               | Partito Nazionale Fascista |
| 1  | 1937 | 1940     | Aldo Gardini                             |               |               | Partito Nazionale Fascista |
| 2  |      |          | Vittorio Doria Lamba                     | 1940          | 1942          | Partito Nazionale Fascista |
| 3  |      |          | Edoardo Sciaccaluga                      | 1942          | 10 marzo 1944 | Partito Nazionale Fascista |
| –  |      |          | Virgilio Balli (Commissario prefettizio) | 10 marzo 1944 | 1945          | —                          |

## Repubblica italiana (dal 1946)

### Presidenti della Deputazione provinciale (1945-1951)
Il decreto legge n° 111 del 4 aprile 1944 del legittimo governo italiano stabilisce le nuove norme transitorie per i comuni e le rispettive province, guidate da una deputazione e un presidente della Deputazione provinciale nominati dal prefetto su proposta del Comitato di Liberazione Nazionale. Tali disposizioni non si possono ovviamente applicare a Genova se non dopo la cacciata dei fascisti il 25 aprile 1945. Il primo presidente post bellico è Raimondo Enrico della Democrazia Cristiana nominato il 2 luglio 1945 su designazione del CLN.
| Nº | Nº | Ritratto | Nome            | Mandato           | Mandato        | Partito              |
| Nº | Nº | Ritratto | Nome            | Inizio            | Fine           | Partito              |
| -- | -- | -------- | --------------- | ----------------- | -------------- | -------------------- |
| 1  |    |          | Raimondo Enrico | 2 luglio 1945     | 23 agosto 1950 | Democrazia Cristiana |
| 1  |    |          | Giovanni Maggio | 1º settembre 1950 | 1951           | Democrazia Cristiana |

### Presidenti della Provincia (1951-2015)
| Presidenti eletti dal Consiglio provinciale (1946-1993) | Presidenti eletti dal Consiglio provinciale (1946-1993) | Presidenti eletti dal Consiglio provinciale (1946-1993)     | Presidenti eletti dal Consiglio provinciale (1946-1993) | Presidenti eletti dal Consiglio provinciale (1946-1993) | Presidenti eletti dal Consiglio provinciale (1946-1993) | Presidenti eletti dal Consiglio provinciale (1946-1993) | Presidenti eletti dal Consiglio provinciale (1946-1993) |
| Nome                                                    | Nome                                                    | Partito                                                     | Partito                                                 | Mandato                                                 | Mandato                                                 | Elezione                                                |                                                         |
| Nome                                                    | Nome                                                    | Partito                                                     | Partito                                                 | Inizio                                                  | Fine                                                    | Elezione                                                |                                                         |
| ------------------------------------------------------- | ------------------------------------------------------- | ----------------------------------------------------------- | ------------------------------------------------------- | ------------------------------------------------------- | ------------------------------------------------------- | ------------------------------------------------------- | ------------------------------------------------------- |
|                                                         | Giovanni Maggio                                         | Democrazia Cristiana                                        | Democrazia Cristiana                                    | 1951                                                    | 1956                                                    | Elezione 1951                                           |                                                         |
| 1956                                                    | Giovanni Maggio                                         | Democrazia Cristiana                                        | Democrazia Cristiana                                    | 1960                                                    | Elezione 1956                                           |                                                         |                                                         |
| 1960                                                    | Giovanni Maggio                                         | Democrazia Cristiana                                        | Democrazia Cristiana                                    | 1962                                                    | Elezione 1960                                           |                                                         |                                                         |
|                                                         | Francesco Cattanei                                      | Democrazia Cristiana                                        | Democrazia Cristiana                                    | 1962                                                    | Elezione 1960                                           | 1964                                                    |                                                         |
| 1964                                                    | Francesco Cattanei                                      | Democrazia Cristiana                                        | Democrazia Cristiana                                    | 1967                                                    | Elezione 1964                                           |                                                         |                                                         |
|                                                         | Carlo Pastorino                                         | Democrazia Cristiana                                        | Democrazia Cristiana                                    | 1967                                                    | Elezione 1964                                           | 1970                                                    |                                                         |
|                                                         | Gabriele Di Pasqua                                      | Democrazia Cristiana                                        | Democrazia Cristiana                                    | 1970                                                    | 1971                                                    | Elezione 1970                                           |                                                         |
|                                                         | Delio Meoli                                             | Partito Socialista Italiano                                 | Partito Socialista Italiano                             | 1971                                                    | 1972                                                    | Elezione 1970                                           |                                                         |
|                                                         | Fausto Cuocolo (Assessore anziano)                      | Democrazia Cristiana                                        | Democrazia Cristiana                                    | 12 maggio 1972                                          | 11 agosto 1972                                          | Elezione 1970                                           |                                                         |
|                                                         | Rinaldo Magnani                                         | Partito Socialista Italiano                                 | Partito Socialista Italiano                             | 1972                                                    | 1975                                                    | Elezione 1970                                           |                                                         |
| 1975                                                    | Rinaldo Magnani                                         | Partito Socialista Italiano                                 | Partito Socialista Italiano                             | 1980                                                    | Elezione 1975                                           |                                                         |                                                         |
|                                                         | Elio Carocci                                            | Partito Comunista Italiano                                  | Partito Comunista Italiano                              | 1980                                                    | 1985                                                    | Elezione 1980                                           |                                                         |
|                                                         | Giancarlo Mori                                          | Democrazia Cristiana                                        | Democrazia Cristiana                                    | 11 giugno 1985                                          | 13 aprile 1990                                          | Elezione 1985                                           |                                                         |
|                                                         | Franco Rolandi                                          | Partito Socialista Italiano                                 | Partito Socialista Italiano                             | 13 aprile 1990                                          | 9 agosto 1993                                           | Elezione 1990                                           |                                                         |
|                                                         | Giuseppe Piccolo (Commissario prefettizio)              | –                                                           | –                                                       | 9 agosto 1993                                           | 5 dicembre 1993                                         | –                                                       |                                                         |
| Presidenti eletti direttamente dai cittadini (dal 1993) |                                                         |                                                             |                                                         |                                                         |                                                         |                                                         |                                                         |
| Nome                                                    | Nome                                                    | Partito                                                     | Coalizione                                              | Mandato                                                 | Mandato                                                 | Elezione                                                |                                                         |
| Nome                                                    | Nome                                                    | Partito                                                     | Coalizione                                              | Inizio                                                  | Fine                                                    | Elezione                                                |                                                         |
|                                                         | Marta Vincenzi                                          | Partito Democratico della Sinistra, Democratici di Sinistra | PDS-FDV-LP-Civiche                                      | 7 dicembre 1993                                         | 1997                                                    | Elezione 1993                                           |                                                         |
| PDS-PPI-RI-FDV-PRI-SI                                   | Marta Vincenzi                                          | Partito Democratico della Sinistra, Democratici di Sinistra | 1997                                                    | 29 maggio 2002                                          | Elezione 1997                                           |                                                         |                                                         |
|                                                         | Alessandro Repetto                                      | La Margherita, Partito Democratico                          | DS-DL-PRC-IDV-FDV- PDCI-SDI-MRE-PP-Civiche              | 29 maggio 2002                                          | 2007                                                    | Elezione 2002                                           |                                                         |
| DS-DL-PRC-PDCI-IDV- FDV-SU-UDEUR-Civiche                | Alessandro Repetto                                      | La Margherita, Partito Democratico                          | 2007                                                    | 18 aprile 2012                                          | Elezione 2007                                           |                                                         |                                                         |
|                                                         | Piero Fossati (Commissario straordinario)               | –                                                           | –                                                       | 10 maggio 2012                                          | 31 dicembre 2014                                        | [ 4 ] [ 5 ]                                             |                                                         |

### Sindaci metropolitani
Con la soppressione della Provincia di Genova il 31 dicembre 2014 in favore della Città metropolitana di Genova, pienamente in funzione amministrativa dal 1º gennaio 2015, decadono ufficialmente tutte le competenze gestite dall'ente provinciale e dal commissario straordinario Piero Fossati. A capo del nuovo ente (di 2º livello) vi è la figura del sindaco metropolitano coadiuvato dal nuovo Consiglio metropolitano formato da 18 membri eletti tra i sindaci e i consiglieri comunali del territorio genovese.